# Xcas

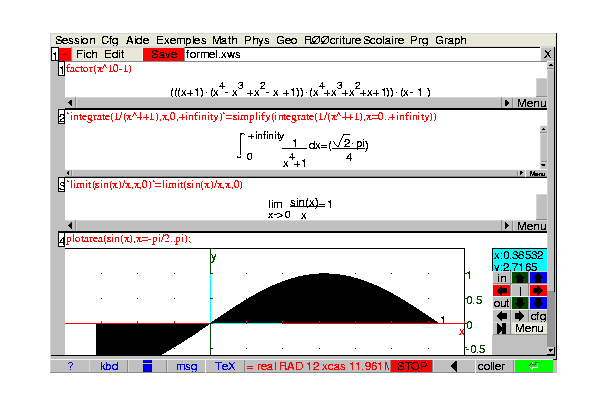
Xcas

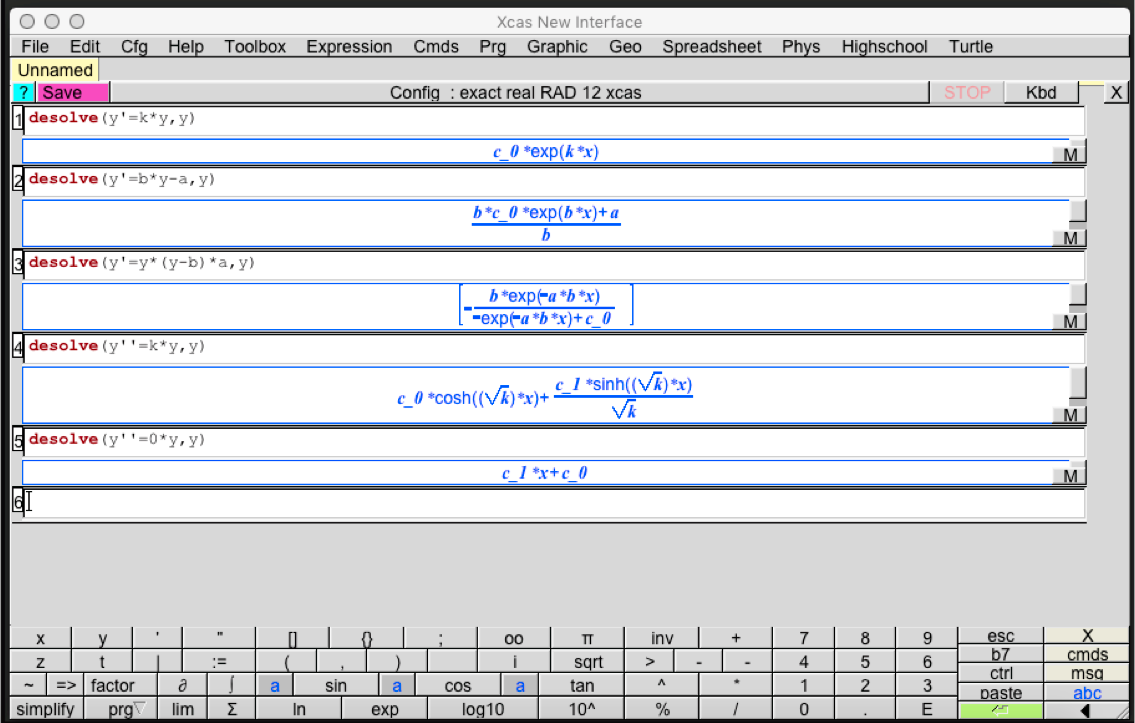
Xcas może rozwiązywać równania różniczkowe

Xcas (open source) – program komputerowy stosowany w matematyce. Xcas jest interfejsem dla Giac, który jest podstawowym systemem algebry komputerowej (CAS). Giac jest napisany w języku programowania C++.

## OS
Program ma wersje do systemów operacyjnych:

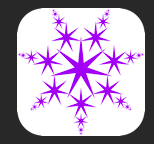
Ikona

- Microsoft Windows[5]
- Apple macOS[5]
- Linux / Unix[5]
- FreeBSD[6]

- Android[7]Ikona

online

## Możliwości
Xcas może rozwiązywać równania i rysować wykresy.

## Historia
Xcas i Giac to projekty open source opracowane przez grupę kierowaną przez Bernarda Parisse’a na Université Joseph Fourier w Grenoble od 2000 roku.
Xcas i Giac bazują na doświadczeniach zdobytych w poprzednim projekcie Erable. Od 2013 Xcas i GeoGebra są zintegrowane.